# Medinet Maadi

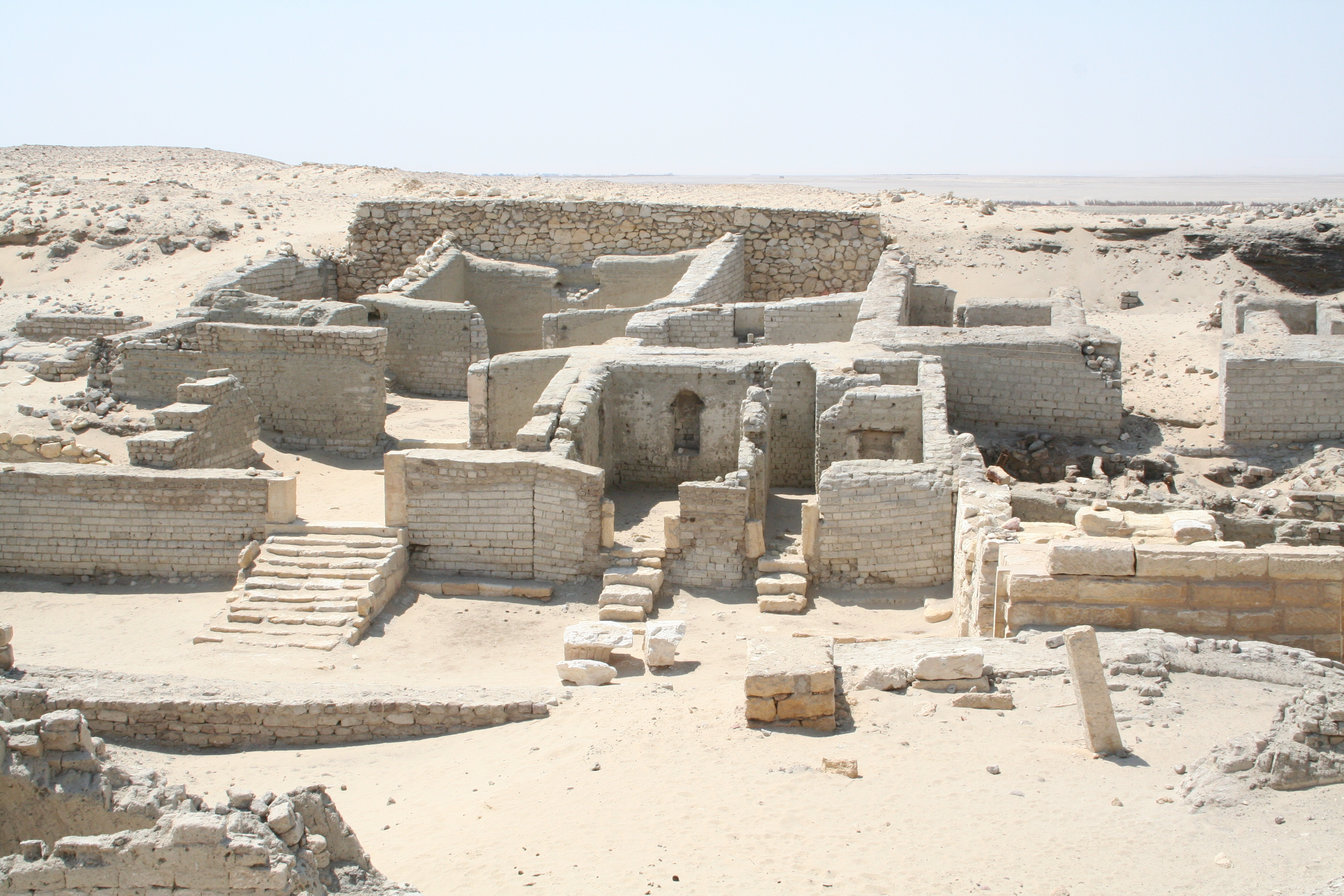
Medinet Maadi

Medinet Maadi je archeologická lokalita nacházející se jihozápadně od egyptského Fajjúmu. Nachází se zde chrám zasvěcený bohyni Renenutet, který byl postaven za vlády faraonů 12. dynastie Amenemheta III. a Amenemheta IV. Rozšířen byl později během Řecko-římské nadvlády.